# 罗山路
罗山路是中華人民共和國上海市浦東新區一條南北走向道路，北起昌邑路，南至上海外環高速與羅山南路相連。道路上建有上海內環高架路和羅山高架路。1992年9月，羅山路與楊高中路交叉口的羅山路立交橋開工建設，1993年9月30日竣工通車。1999年10月20日，羅山路開始建設從龍東大道向南至上海外環高速的南延伸段。工程於2000年12月底完工。

## 主要交汇道路（由北向南）
- 昌邑路
- 浦东大道
- 栖山路
- 博山东路/博山路
- 张杨路
- 杨高中路
- 锦绣东路/锦绣路
- 花木路
- 龙东大道/龙阳路（内环高架路、龙东高架路）
- 高科中路/高科西路
- 张衡路
- 华夏中路/华夏西路（中环路）
- 御桥路
- 康桥路
- 外环高速接罗山南路

## 沿线轨道交通
- 浦东大道口：14歇浦路站
- 华夏中路口：1316华夏中路站
- 康桥路口：1116罗山路站